# Ланге, Элизабет
Элизабет Ланге, в девичестве Хёппнер (нем. Elisabeth Lange / Höppner; 7 июля 1900, Детмольд — 28 июня 1944, Гамбург) — немецкая домохозяйка, деятельница Движения Сопротивления, жертва нацистского режима.

## Биография
О довоенной жизни Ланге неизвестно практически ничего. С 1943 года Ланге фактически состояла в движении «Белая роза» и участвовала во встречах на квартире своей давней подруги, Катарины Ляйпельт. Обе критиковали нацистский режим и готовились организовать антинацистское движение в Гамбурге.
10 декабря 1943 она со своим мужем Александром была арестована гестаповцами. 28 января 1944 её труп был обнаружен в гамбургской тюрьме Фульсбюттель. По официальным данным, это был суицид.

## Память
Память Ланге увековечена в Гамбурге довольно значительно: на улице Хоппенштедштрассе (район Гамбурга Айсендорф) установлен памятный камень, в районе Харбурга носит имя Ланге улица, в районе Фольксдорф установлен мемориал с именами членов «Белой розы», на котором есть имя Ланге.

## Восемь гамбургцев
Восемь человек из «Белой розы», проживавших когда-то в Гамбурге, были арестованы гестаповцами и умерли, не выдержав пыток и мучений в тюрьмах. Это:
- Катарина Ляйпельт (труп найден 9 января 1944 в гамбургской тюрьме Фульсбюттель)
- Элизабет Ланге (покончила с собой 28 января 1944 в гамбургской тюрьме Фульсбюттель)
- Райнхольд Майер (умер 12 января 1944 в гамбургской тюрьме Фульсбюттель)
- Ганс Ляйпельт (казнён 29 января 1945 в мюнхенской тюрьме Штадельхайм)
- Маргарета Роте (умерла 15 апреля 1945 в лейпцигской тюремной больнице Дёзен)
- Фридрих Гойссенхайнер (умер в апреле 1945 от голода в концлагере Маутхаузен)
- Маргарете Мрозек (повешена 23 апреля 1945 в концлагере Нойенгамме)
- Курт Ледин (повешен 23 апреля 1945 в концлагере Нойенгамме)